# Бенджамін Лайнус
Бенджамін (Бен) Лайнус (англ. Benjamin Linus) — вигаданий персонаж телесеріалу «Загублені». Був лідером угруповання «Інакших» до тих пір, поки це місце не зайняв Джон Локк.
Бен потрапив на острів, будучи ще дитиною, з батьком Роджером, який отримав роботу різноробочим в DHARMA Initiative. Пізніше, під час війни з уродженцями острова, Бен перейшов на їх бік і допоміг знищити членів DHARMA Initiative за допомогою отруйного газу в ході операції «Чистка». Після цього Бен став лідером «Інакших». Незадовго до авіакатастрофи рейсу Oceanic 815 виявилося, що у нього розвинулася пухлина хребта і без операції він помре. Бен був свідком катастрофи Oceanic 815.
Одного разу, гуляючи по джунглях, він потрапив у пастку Даніель Руссо, яка віддала його уцілілим. Бен брехав їм кажучи, що його ім'я Генрі Гейл і він потрапив на острів після аварії повітряної кулі. Саїд не вірив йому, катував його. Він знайшов кулю Генрі Гейла, але дізнався, що реальний Генрі Гейл помер і був похований. Так уцілівші зрозуміли, що Бен — Інакший. Але незабаром Майкл, який виконував завдання Інакших, допоміг йому втекти. Так Бен повернувся до Інакших.

## До аварії

### Поза островом
Бенджамін Лайнус народився 19 грудня 1964 року (проте в 16-й серії 5-го сезону Бен згадує, що за знаком зодіаку він — риба, отже, він не міг народитися в грудні. Роджер і Емілія Лайнус подорожували пішки по лісу в 32 кілометрах від Портленда, штат Орегон, коли у неї почалися перейми. Пологи пройшли важко, і в результаті Бен вижив, але Емілія померла. Останніми словами Емілії було прохання, щоб Роджер назвав дитину Бенджаміном («Людина за ширмою», 20-та серія 3-го сезону).
З DHARMA Initiative
Бен потрапив на острів на початку 1970-х, коли йому було близько десяти років, його батько влаштувався різноробочим в організацію DHARMA Initiative. У той період на острові кипіла бурхлива наукова діяльність, але батько Бена, всупереч своїм очікуванням, отримав форму простого робітника. Він був злий і розчарований. Батько Бена багато пив і ненавидів свого сина, зазвичай він забував про його день народження, пояснюючи це тим, що не міг радіти в день, коли Бен убив його дружину своїм передчасним народженням. Одного разу, під час уроку по вулканізації (тут був згаданий сплячий вулкан на острові), на Дарму була проведена озброєна атака. Бен був шокований раптовим нападом, але вчитель і діти, здається, звикли до цього. Це було перше зіткнення Бена з місцевими жителями, які очевидно, мешкали на острові ще до прибуття туди вчених із Дарми. Тієї ночі Бен бачив за вікном свою матір.
На острові Бен подружився з дівчинкою на ім'я Анні. Вона подарувала Бену саморобну іграшку на день його народження, схожу на неї, і забрала собі ту, яка була схожа на Бена. Іграшки символізували їх нерозривну дружбу. Вона сказала, що вони тепер ніколи не будуть далеко один від одного. (Бен зберіг іграшку і дивився на неї у свій день народження вже в 2004 році.) Тієї ночі він повернувся додому пізно, його батько був п'яний, він спав на дивані і, як завжди забув про день народження сина. Роджер зізнався, що йому важко святкувати щось у день, коли Бен убив свою матір. Бен дивився на батька зі сльозами на очах. Він вибіг із будинку і побіг до звукової огорожі. Там він знову побачив матір. Бен хотів пробігти через огорожу, але Емілі його зупинила, сказавши, що час ще не настав. Вона пішла назад у джунглі, а Бен втік додому.
Через деякий час Бен зібрав усі свої речі і вирушив до огорожі знову. Він відключив захист і, щоб упевнитися в безпеці, пустив свого кролика першим. Все спрацювало, і Бен побіг у джунглі, на пошуки матері. Він зустрів Річарда Олперта, який порадив йому повернутися додому, поки його люди не влаштують пошуки. Бен розповів йому про матір, яка померла поза островом, про те, як він ненавидить Дарму, і попросив взяти його з собою. Річард обіцяв, що це може статися, якщо він буде дуже терплячим.
Роки потому ми бачимо Бена, надягаючого робочий комбінезон Дарми. Він супроводив батька до станції постачання «Перлина». Роджер вже в який раз забув про день народження сина. Однак Бен погодився провести час із батьком і випити пива. Після роботи вони приїхали на скелю, де і зупинилися. Бен розповів батькові про свої почуття, що він відчуває, коли Роджер звинувачує його у смерті матері. Бен у змові з противниками Дарми влаштував «Чистку» (імовірно, за допомогою отруйного газу зі станції «Буря»), у результаті чого всі співробітники DHARMA Initiative загинули.
Серед Інакших
Бен продовжував жити на острові. Якимось невідомим чином він став ватажком «Інакших», можливо, тому що був єдиною людиною, яка могла розмовляти з Джейкобом. У п'ятому сезоні з'ясувалося, що Бен не тільки не розмовляв із Джейкобом, але й навіть ніколи його не бачив. Бен привіз на острів багато людей, і всім він говорив, що був народжений тут (можливо, для більшої переконливості).
Бен мав можливість здійснювати поїздки за межі острова. В одній із таких подорожей він був сфотографований кимось невідомим, і ця фотографія виявилася в руках Майлза, який прибув на острів з метою взяття в полон Бена і доставки його Відмору («Офіційно загиблі», 2-га серія 4-го сезону). Крім того, Саїдом була виявлена секретна кімната в будинку Бена, де він зберігав різну валюту і підроблені паспорти різних країн. Мотиви і діяльність Бена поза островом залишаються таємницею («Економіст», 3-тя серія 4-го сезону).
При сумнівних обставинах він став прийомним батьком Алекс (дочка француженки Даніель Руссо і Роберта). Він ростив її з дитинства і говорив їй, що її мати померла. Він дуже дбав про Алекс, і коли та подорослішала і закохалася в Карла (схоже, єдиного Інакшого на острові її віку), Бен не схвалив їх відносин через ризик Алекс завагітніти. У решті-решт він замкнув Карла в в'язниці і спробував промити йому мізки, щоб закінчити їх відносини.
Невідомо, чи був Бен коли-небудь одружений або у когось закоханий. В одному епізоді Харпер Стенхоуп, лікар Інакших, згадала невизначену «її», яка можливо була у відносинах із Беном у минулому, але контекст заяви Харпер був дещо неоднозначний («Суперниця», 6-та серія 4-го сезону). Приблизно за три роки до катастрофи рейсу 815 Бен привіз на острів Джульєт, яка повинна була допомогти вирішити проблеми з вагітними жінками Інакших. Коли вона не змогла нічого зробити, то попросила Бена відпустити її додому. Але Бен відмовив, посилаючись на повернутий рак її сестри і, що Джейкоб допоможе з лікуванням в обмін на роботу на острові. Пізніше стає все більш зрозуміло, що Бен був зацікавлений не тільки в медичній роботі Джульєт, а сама Джульєт почала підозрювати, що у нього є до неї почуття. Фактично Бен був закоханий у Джульєт, і це було однією з причин не відпускати її з острова. Коли Бен зрозумів, що Джульєт зустрічається з Гудвіном, він став надзвичайно ревнивим, настільки, що навіть Харпер, дружина Гудвіна, почала боятися за безпеку Гудвіна («Суперниця», 6-та серія 4-го сезону).
За кілька днів до аварії у Бена почалися болі в спині, і Джульєт, зробивши йому рентген діагностувала пухлину у хребті. Він був шокований, йому здавалося, що неможливо захворіти на острові. Це дало привід Джульєт сумніватися в словах Бена про зцілення її сестри («Один із нас», 16-та серія 3-го сезону).

## Після аварії
22 вересня 2004 року був звичайний день, Бен не пішов у книжковий клуб, засідання якого влаштувала Джульєт, через їх суперечок. Однак він вибіг на вулицю разом з усіма, відчувши землетрус. У них на очах відбулося аварія Рейсу 815. Негайно Бен узяв ініціативу в свої руки і наказав Гудвіну і Ітану потрапити до табору уцілілих слухати уважно, нікуди не втручатися, але принести йому списки через три дні. Серед усього цього хаосу Бен побачив Джульєт, прижавшу до грудей якусь книгу, і безтурботно зауважив, що швидше за все він виключений із клубу книголюбів («Повість проти два міста», «Один із нас», «Суперниця»).
Пізніше Бен просить Джульєт піти з ним із метою розвіяти її сумніви в його силах. Вони йдуть на станцію «Полум'я», там їх чекає Михайло Бакунін. Він розповідає Бену, що почав збирати інформацію про пасажирів з літака, що впав. Потім він організовує пряме включення з Річардом Олпертом, який знаходиться в США. Він у камеру показує сьогоднішню газету, а потім показує Рейчел (сестру Джульєт), яка грає зі своєю дитиною. Джульєт розуміє, що Бен не брехав їй. Вона знову спробувала вмовити його відпустити її додому, тому що продовження її роботи на острові стало неможливим. Але Бен відмовився її слухати і сказав, що на літаку навіть могла б бути матір («Один із нас», 16-та серія 3-го сезону).
Три тижні потому Бен запросив Джульєт до себе під приводом званого обіду, але виявилося, що ця зустріч тільки для двох. Бен подякував їй за те, що вона така добра з Заком і Еммою, на що Джульєт обурилася, чи повинні вони бути з ними, а не з їх матір'ю в Лос-Анджелесі? Але Бен відповів, що вони були в списку «і хто ми такі, щоб ставити запитання з приводу тих, хто в списку?». Ідилічна атмосфера вечора була порушена Джульєт, коли вона заговорила про Гудвіна. Бен, намагаючись викликати ревнощі у Джульєт, натякнув на романтичні відносини Гудвіна з Анною-Люсією. А на закінчення він сказав: «Немає жодної причини у Гудвіна поспішати назад, але його завдання скоро буде закінчено».
Пізніше Бен відвідав Джульєт у її лабораторії, де вона читала справу Джека, зібрану Михайлом. Бен явно був чимось зайнятий і не висловив особливого захвату, коли дізнався, що Джек нейрохірург і спеціалізується на пухлинах. Він сказав їй, що Том і Піккет стежили за уцілілими і дещо знайшли, і привів її до мертвого тіла Гудвіна, все ще нанизаного на палицю, якою його і вбила Ана-Люсія. Ридаючи Джульєт запитала, навіщо він це робить. І відповідь Бена її налякала і насторожила він сказав, що «після того, що я зробив, щоб привезти тебе і утримати на острові, як ти можеш не розуміти, що ти — моя» («Суперниця», 6-та серія 4-го сезону).
Через 44 дні після аварії Волтер Ллойд був викрадений з плоту, побудованого його батьком, і відвезений на інший острів, на станцію «Гідра», де він побував у Кімнаті 23 за наказом Джейкоба. Щось сталося, коли він був там, і це викликало загальну тривогу. Коли Бен прибув на місце, то знайшов Джульєт, що стояла зовні. Ні один із його людей не хотів увійти всередину, вони всі боялися Волта. Коли Бен сказав, що він всього лише дитина, Джульєт відвела його до місця під вікном, де лежали мертві птахи, і сказала, що це зробив Волт. Тоді навіть Бен почав турбуватися («Кімната 23»).
9 листопада 2004 року Бен із Джульєт вирушили на станцію «Перлина». Вони спостерігали за Джеком за допомогою моніторів, і Бен розповів про свій план. Він сказав, що змусить Джека зробити йому операцію таким же способом, як він змушує й інших: використовуючи емоційні прихильності. Також Бен зазначив, що Майкл допоможе їм обдурити Джека, Кейт і Соєра. Вони пішли, так і не помітивши, що їх підслуховував Пауло залишивши рацію, яку Пауло потім приніс у табір. Бен відправився здійснювати свій план того ж дня. На станції «Лебідь» Майкл отримав своє перше повідомлення, нібито від Волта. Він отримав ще одне повідомлення днем пізніше і потім був спійманий у джунглях 12 листопада.
2-й сезон (дні 58—67)
Бен попрямував до табору уцілілих. Однак по дорозі він потрапив в одну з пасток, розставлених Даніель Руссо, можливо навіть спеціально. Руссо передала його Саїду 18 листопада 2004 року. Вона вистрілила в Бена з арбалета, коли він намагався втекти. Після цього він став в'язнем у збройовому складі в бункері на станції «Лебідь». Даніель сказала, що він буде брехати дуже довго, перш ніж передала його Саїду для того, щоб той вибив з нього правду. Будучи ув'язненим, Бен назвався Генрі Гейлом, багатим шахтарем зі штату Міннесота, який разом зі своєю дружиною Дженніфер зазнав аварії, коли вони летіли на повітряній кулі. Саїд і Локк не вірили його словам, хоча Джек був схильний повірити йому. «Генрі» стверджував, що його дружина загинула від якоїсь дивної хвороби, такої версії він дотримувався протягом всього звірячого допиту Саїда. Всі троє (Саїд, Локк і Джек) вирішили не говорити іншим про полоненого, хоча Саїд все ж розповів про нього Чарлі. Трохи пізніше про це дізналися Містер Еко та Ана-Люсія («Один із них», 14-та серія 2-го сезону).

Еко, який здавалося вірив, що Бен один з Інакших, все ж зажадав конфіденційної розмови з ним. Тоді він розповів Бену, що в перші дні на острові вбив двох Інакших і дуже шкодує про скоєне. Для доказу цього Еко відрізав два клаптика своєї бороди великим ножем. Бен міг чути, що відбувається на станції «Лебідь», і тому знав про конфронтації між Джеком і Локком. Використовуючи це знання, він спробував керувати Локком і налаштувати його проти Джека, через що Джон дуже сильно розсердився («Декретна відпустка», 15-та серія 2-го сезону).
На доказ своєї історії Бен намалював карту, де показав, як дістатися від станції «Лебідь» до повітряної кулі та могили його передбачуваної дружини Дженніфер. Саїд, Ана-Люсія і Чарлі вирушили по карті до місця, точно описаного Беном. Після того як група пішла, Джек і Локк дозволили Бену вийти з збройового складу і нормально поснідати. Він знову намагався переконати їх, що він не ворог. («Вся правда», 16-та серія 2-го сезону).
Того ж дня пізніше в бункері Локк виявляється замкнений за вибухововитривуманими дверима. Він вдається по допомогу до Бена, щоб підняти одну з них. Локк намагається пролізти під нею, але йому притискає ноги, і він не може вибратися. Він говорить йому, що той повинен через вентиляцію пробратися в кімнату з комп'ютером, ввести код і натиснути кнопку. Як сказав потім Бен, він не натискав кнопку, але сирена все ж припинилася, і двері піднялись. У Локка були травмовані ноги і Бен поклав Локка на ліжко і став доглядати за ним, але в цей час повернулася група Саїда. Вони знайшли кулю і могилу. Але Саїд на цьому не зупинився і розкопав могилу, і там була зовсім не жінка, як казав Бен, а чоловік, справжній Генрі Гейл («під Замком», 17-та серія 2-го сезону).
Саїд хотів стратити Бена, коли зрозумів, що той про все бреше, але Ана-Люсія зупинила його. Після чергового допиту Бен зізнався, що знає Тома, проте він сказав: «Він ніхто! Ніхто в порівнянні з Ним, справжнім лідером Інакших». Потім, як протест, Бен відмовився їсти, пити і говорити протягом двох днів. Крім цього, він зауважив, що Інакші ніколи не віддадуть їм Волта в обмін на нього, і змусив Локка сумніватися в необхідності натискати на кнопку («Дейв», 18-та серія 2-го сезону).
Пізніше Бен майже не задушив Ану-Люсію, звинувачуючи її у вбивстві двох хороших людей, включаючи Гудвіна, який намагався переконати Інакших, що вона хороша людина. Однак спробі задушити її завадив Локк, який вирішив нічого не говорити про цей інцидент Джеку. Зрештою, він усе-таки розповів про це лікарю, але було вже надто пізно. Це сталося вже після того, як Ана-Люсія спробувала вбити Бена. Але вона не змогла цього зробити і віддала пістолет Майклу, який застрелив Ану-Люсію і Ліббі для того, щоб звільнити Бена, не залишаючи свідків («Обмін», 20-та серія 2-го сезону).
Під час обміну Волта на 4 уцілілих на пірсі Pala Ferry стає зрозуміло, що саме Бен був лідером Інакших. Він у м'якій формі зробив Тому догану, що той не носить бороду. Він також згадав, що у них із Майклом «більше, ніж просто угода», можливо, маючи на увазі, що втрата Волта і катера не так вже й важлива для Інакших. Коли Майкл поставив питання «Хто ви?», Бен відповів, що «ми — хороші люди», це вже не перший раз, коли Інакші називають себе так. У кінці він повторив сказане в бункері, що навіть Бог не може бачити цей острів і Майкл ніколи не знайде його, як би він не намагався. («Живемо разом, вмираємо на самоті», 23-тя серія 2-го сезону).
3-й сезон (дні 68—91)
Інакші перевезли Джека, Кейт і Соєра на станцію «Гідра» на іншому острові. Там Бен розділив їх і піддав різним випробуванням. Кейт і Соєр містилися в клітках для білих ведмедів і працювали на видобутку каменю, а Джека помістили в акваріум для акул. Бен спостерігав за їх діями в спеціальній кімнаті з моніторами. Таким чином, він завжди був у курсі подій і міг переконатися, що все йде згідно з його планом. Крім того, Бен стежив і за Джульєт і одного разу, коли вона принесла Джеку суп, Бен уїдливо зауважив: «ти Мені суп ніколи не готувала». Коли Колін доповіла Бену, що Саїд знайшов їх декоративне село і у нього є яхта, він дав їй зрозуміти, що йому потрібна ця яхта. Бен почав психологічну обробку Джека з того, що представився йому і сказав, що народився на острові і провів тут все своє життя. Він надав Джеку докази того, що у них є зв'язок із зовнішнім світом, і запропонував співпрацю в обмін на повернення додому («Скляна балерина», 2-га серія 3-го сезону).
Переважний контроль Бена став ще більш очевидним, коли він перервав бесіду Джека і Джульєт, наказавши їй допомогти йому. Це зовсім не було схоже на співпрацю Джека і Локка, як то хотіла представити Джульєт. Коли Соєр вдруге спробував втекти з клітки, Бен виявив іншу сторону свого характеру — агресивність. План Соєра був простий, але провалився, тому що Бен знав про все заздалегідь і відключив електрику. Потім він запитав Соєра, який у нього вік і вага, після чого бив його до втрати свідомості. Коли Соєр прийшов у свідомість, Бен пояснив, що йому ввели стимулятор серцебиття, і якщо його пульс перевищить 140 ударів на хвилину, його серце зупиниться. А якщо він розповість про це кому-небудь ще, те ж саме вони зроблять із Кейт. Через деякий час Бен запропонував Соєру прогулятися і розповів, що ніякого кардіостимулятора йому не встановлювали, а годинник лише вимірює пульс. Метою цієї вистави було «підібрати ключик» до Соєра; крім того, Бен показав йому, що вони знаходяться на іншому острові, і шляхи до втечі відрізані. У цей час Джеку, як би випадково, попалися на очі рентгенівські знімки з пухлиною Бена. («Кожен сам за себе», 4-та серія 3-го сезону).
Вночі Бен узяв Джека на похорон Колін, тіло якої відправили в океан на палаючому човнику. По дорозі Джек сказав, що знає про пухлину. Бен удав, що не розуміє, про що говорить доктор. Але пізніше Бен розповів Доку про план зламати його. Посилаючись на релігійність, Бен розповів, як через два дні після підтвердження діагнозу хірург спинного мозку впав з небес. І якщо це не було посланням від Бога, то він вже не знає, кому вірити. Коли Бен дізнався, що потребує операції в найближчий тиждень, він попросив Джека подумати. Джульєт вмовляє Джека погодитися на операцію, а сама в цей час під виглядом показу фільму таємно просить Джека вбити Бена під час операції, видавши це за нещасний випадок. («Ціна життя», 5-та серія 3-го сезону).

Джек відмовлявся від проведення операції, навіть коли до нього привели Кейт і вона сказала, що вони вб'ють Соєра. Незабаром Джек здійснив спробу втечі і «абсолютно випадково» опинився в кімнаті спостереження, де побачив на моніторі Кейт і Соєра разом. Це і був справжній план Бена. Розрахунки Бена були вірні, і озлоблений Джек погодився на операцію, лише б тільки забратися з острова. Початок операції був абсолютно спокійним, але потім Джек скористався шансом дати друзям втекти, і надрізавши нирку Бена, ввів усіх у скрутне становище. Бен опинився «в заручниках» у доктора. Але пізніше він отямився під час операції, і усвідомивши стан, визнав свою непередбачливість. Він напевно чув розмову Джульєт, бажавшу йому смерті. Після їх приватної розмови Інакші змушені були відпустити Соєра і Кейт в обмін на життя свого ватажка, і Джек закінчив операцію («Я згодна», «Не в Портленді»).
Джека посадили в колишню клітку Соєра, а Джульєт — за те, що вона просила Джека вбити Бена і за те, що вона вбила Пікета — у камеру. Незабаром Джек дізнається, що Джульєт можуть навіть засудити до смерті. У цей же час з'ясовується, що у Бена після операції почалося зараження швів, і Джек пропонує свою допомогу в обмін на життя Джульєт. Хоча смертний вирок скасували, Джульєт поставили на спину клеймо. Разом із Джеком і Інакшими Бен повертається «додому», на інший острів, так як станція «Гідра» була розсекречена після втечі Кейт і Соєра («Чужинець у чужій країні», 9-та серія 3-го сезону).
Приблизно в цей же час Бен дізнається, що Чарльз Відмор нарешті знайшов місце розташування острова. Він посилає Тома в Нью-Йорк, щоб знайти Майкла і зробити його своїм шпигуном на судні Відмора, відпливаючим з Фіджі. Він просить Майкла скласти список людей на кораблі і передати йому по рації, а також вивести з ладу радіорубку.
Коли до табору Інакших підійшла група, зібрана Кейт для порятунку Джека, Бен все ще пересувався в інвалідному кріслі. Джек схоже не потребував спасіння і допомагав Бену в одужанні. Спритно маніпулюючи почуттями Джона, Бен підштовхнув його до вибуху підводного човна. У результаті цього обіцяне Джеку і Джульєт відплиття зірвалося, а Бен при цьому не порушив свого слова і зберіг обличчя. Він також пообіцяв Локку відкрити таємниці острова. Почав він з того, що розповів про чарівну коробку, яка виконує всі бажання, і сюрпризом із коробки для Локка була поява Ентоні Купера (батька Джона) («Людина з Таллахассі», 13-та серія 3-го сезону).
Бен із незрозумілих причин відводить Інакших з села. Вони беруть із собою Джона Локка. Але спочатку Бен дає завдання Джульєт відправитися на пляж разом із Джеком, Кейт і Саїдом і шпигувати за ними. Пізніше Інакші розбивають наметовий табір на галявині. Бен каже Локку, що він повинен вбити свого батька, щоб позбутися від страху перед ним і щоб помститися. Незважаючи на це Локк не може вбити батька на очах майже у всіх інакших. Бен каже, що Локк розчарував його і що він ще не готовий для цього. Трохи згодом Бен слухає запис Джульєт на диктофоні про вагітність Сун і Кейт. Вранці інакші йдуть далі, але тепер вже без Локка і його батька. Локк може повернутися в табір інакших, тільки вбивши батька.
Два дні потому Бен сидить у своєму наметі, у нього день народження, він розуміє, що його плівка з вказівками Джульєт пропала. Раптово в табір приходить Джон із трупом батька на плечах, і він налаштований вельми рішуче, Локк хоче знати всі таємниці острова. Бен каже, що найголовніший — це Джейкоб. Він віддає всім накази через Бена, який єдиний може з ним спілкуватися. У той момент, коли Локк наполягав на зустрічі з Джейкобом, у табір заходить Михайло Бакунін, який розповідає про Наомі Дорріт і каже, що треба негайно йти в табір уцілілих. Але Локк не має наміру відступатися від свого інтересу, і Бенджамін погоджується. Поки вони збираються, Алекс дає Локку пістолет. Бен приводить Джона до дому в джунглях, за його словами, це будинок Джейкоба. Бен просить Локка не користуватися ліхтариком, бо Пан не любить цього. Але всередині нікого немає, Бен підходить до крісла-гойдалки і розмовляє з кимось невидимим. І коли Локк вирішує, що Бен або його обдурює, або божевільний, і вже йде до виходу з будинку, він раптом чує слова: «Допоможи мені». Бену це явно не сподобалося, тому що він сам нічого не чув. І тут Джон включає ліхтар. Будинок затрясся, полетіли предмети, Бена відкинуло до стіни. Після хатини Бен повів Локка до ями з купою скелетів у формі Дарми. Це люди, яких зрадив Бен під час операції «Чистка». А потім Бен стріляє в Джона і залишає його смертельно пораненого помирати в цій ямі зі словами, що тепер допомоги потребує Локк («Людина за ширмою», 20-та серія 3-го сезону).
Бен, повернувшись, наказав Тому і Райану Прайсу зібрати десять людей і йти в табір на пляжі, пояснивши, що так хоче Джейкоб. Увечері, коли він писав свій щоденник, йому повідомили, що на станцію «Дзеркало» потрапив Чарлі. Він послав Михайла вбити Чарлі. Пізніше Том з пляжу повідомив, що план зірвався, і «загублені» пішли, влаштувавши їм засідку. Бернард розколовся і розповів, що вони з парашутисткою вирушили до вишки. Бен, взявши з собою Алекс, відправився за тікаючими. Поки вони йшли, Бен розповів, що веде дівчину в її нову сім'ю, тому що вона зрадила його. Бен і Алекс наздоганяють групу Джека, і Бен говорить із Джеком наодинці. Бен повідомляє Джеку, що Наомі не та, за кого себе видає, і просить віддати супутниковий телефон, інакше всі на острові загинуть. Джек не вірить Бену, і бере його в полон, б'ючи його. Алекс відчуває змішані почуття, але коли до неї підходить Руссо, Бен знайомить дівчину з її матір'ю. Коли група дійшла до вишки, Бен (прив'язаний до дерева) кілька разів намагається відрадити Джека від дзвінка. Але його не хочуть слухати. Здавалося б, раптово з'явився Джон, який шпурнув ніж у Наомі, може все змінити. Але всі спроби Бена переконати Локка вбити Джека закінчуються тим, що Руссо «вирубує» Бена ударом по обличчю («Вибране», «У Задзеркаллі»).
4-й сезон (дні 91—100)
Коли Джек зв'язався з кораблем, Наомі відповзає, і Бен помічає це, але нікому не говорить, а потім Джек бере його з собою на пошуки Наомі, щоб він не втік, а там Бен сказав Джеку, що Кейт пішла правильним шляхом для пошуків Наомі. Коли всі зустрілися в носовій частині літака, Бен пішов за Локком, так як знав, що люди на кораблі приїхали за ним. Коли група Локка знайшла Шарлотту, він відразу став планувати, як її вбити, і, вкравши пістолет у Карла, він двічі вистрілив у неї, але на ній виявився бронежилет, і він залишився з носом. Коли Джеймс і Локк хотіли його вбити він, щоб вони зупинилися розповів усе, що знає про Шарлотту. Всі по обличчі Шарлотти зрозуміли, що це правда. Бен сказав, що у нього є шпигун на кораблі (Офіційно загиблі). Вони залишають його в живих і йдуть разом із ним у Бараки, а там замикають його в кімнаті відпочинку, а коли в Бараки приходять: Саїд, Майлз і Кейт до нього підсаджують Саїда, і Бен каже йому, що програв долар думаючи, що Саїд розкусить Герлі. Під час розмови Локка і Саїда в кімнаті для відпочинку Локк говорить, що у Бена є шпигун на кораблі, а Саїд хоче дізнатися хто це, але Бен каже, що це секрет. І Саїд не вірить йому. Потім Локк переводить Бена в підвал і приносить йому їжу, а Бен провокує його, кажучи, що він настільки заплутався, що навіть не знає, що робити далі, і просить допомоги Бена, а Джон говорить, що знає, що робити, і йде. Бен чує, як у коридорі Локк розбиває об стіну піднос. Потім Кейт приводить до Бена Майлза, і той просить у Бена З,2 млн $, і він тоді скаже замовнику, що Бен загинув, а Бен просить тиждень. Коли з пляжу йдуть Фарадей і Шарлотта, Харпер говорить Джульєт, що Бен наказав зупинити їх. Локк приносить Бену кролика, а той питає, чи не було у кролика номера на спині, а потім каже Локку про лідерство і говорить, що у нього завжди є план, а Локк запитує, що щодо 3,2 млн $, які зажадав Майлз. Бен каже, що може допомогти, і те, що у них один ворог — той, хто послав корабель.
Він обіцяє розповісти все про те, хто його послав, а натомість Локк повинен його звільнити. Локк згоден, і Бен показує йому запис, де якийсь Чарльз Відмор б'є людину, яка працює на Бена, бажаючи дізнатися місцезнаходження острова. Це Чарльз Відмор послав корабель, щоб схопити Бена. Локк просить назвати ім'я шпигуна, і Бен згоден. Пізніше Соєр і Герлі, граючи в підкови, з подивом бачать, як Бен вільно гуляє по території (Інша жінка). На зібранні, яке влаштував Джон, Майлз каже, що вони припливли за Беном, а Бен каже всім, що, коли вони його заберуть, вони повинні вбити всіх на острові. По обличчю Майлза всі розуміють, що це правда. Клер здивована тим, що він тепер із ними заодно, Бен каже, що його шпигун на кораблі — це Майкл Доусон. Після зборів Бен пропонує Алекс та Карлові йти в найбезпечніше місце на острові — у Храм — і дає їм карту, як туди дістатися (Знайомтесь — Кевін Джонсон). Бен грав на піаніно, коли в будинок увійшли Локк і Соєр і запитали, що таке «код 14J». Він тоді різко встає, бере з-під стільця дробовик і каже, що вони вже тут. Вони барикадуються в будинку Бена, і він наказує нікому не виходити назовні. Соєр під обстрілом врятував Клер і приніс у їх дім. А потім до них прийшов Майлз і сказав, що у них Алекс, і дав рацію. Кімі сказав подивитися у вікно, і Бен, виглянувши, побачив Кімі і Алекс у нього на мушці. Кімі наказав вийти, але Бен відмовився, сказавши, що вони тоді вб'ють всіх на острові, і розповів дещо з минулого Кімі. Кімі сказав, що він уб'є Алекс, а Бен намагався заспокоїти її, сказавши, що все під контролем. Кімі, давши йому 10 секунд, почав відлік, а Бен почав кричати, що вона нічого для нього не означає і вона йому не рідна, але, не встигнувши закінчити, він почув постріли, і Алекс впала перед Кімі, а той пішов. Бен був у шоці і, сказавши «Він порушив правила», зник у потаємній кімнаті. Там Бен, зайшовши в ще одну секретну кімнату, викликав димового монстра і вийшов до решти і сказав, щоб за сигналом виходили і тікали в ліс. З'явився Димовий монстр котрий напав на найманців. У цей час Бен і інші вийшли з будинку і побігли. Бен сказав, що їх наздожене, і пішов попрощатися з донькою. Він почав плакати над нею. Коли він наздогнав групу Локка, Джон зауважив, що Бен збрехав йому, сказавши, що нічого не знає про чорний дим, а Бен сказав, що треба йти до Джейкоба. Соєр розсердився і пішов із Клер, Аароном і Майлзом, а Локк, Бен і Герлі пішли до Джейкоба (Перспективи майбутнє). Локк, Бен і Герлі йдуть у ночі по джунглях. Локк питає, чи далеко ця хатина, а Бен каже, що не знає, і йде за Герлі, адже він бачив її. Герлі обурений, а Локк пропонує влаштувати привал на ніч. Бен не спить всю ніч, а коли Локк прокидається, Бен каже йому, що раніше йому теж снилися такі сни. Локк наводить їх спочатку до братської могили, де шукає труп Горація, а Бен каже Герлі, що вбити їх не було його рішенням. Бен запитує, чи впевнений Локк у дорозі, на що той відповідає, що йому так сказали. Бен каже, що йому теж багато чого говорили, що він обраний, потім він отримав пухлину хребта, а його дочка загинула на його очах. Локк говорить, що жалкує. Бен каже, що бути обраним дуже важко. Герлі перебиває їх: він знайшов хатину. Локк пропонує Бену піти разом у хатину, але Бен залишається з Герлі. Герлі ділиться з Беном шоколадним батончиком, а потім виходить Локк і повідомляє, що Джейкоб велів пересунути острів. (Лихоманка в хатині). Бен каже, що їм треба йти до станції «Орхідея». Бен підходить до своєї схованки і дістає ящик, і бере звідти дзеркало, і посилає сигнали на гору, і звідти йому відповідають. Бен каже, що тепер можна йти до «Орхідеї». Прийшовши туди, вони ховаються і бачать, як найманці вже чекають Бена. Тоді Бен віддає Локку свою палицю і каже, що йому робити. Йому треба буде спуститися на станцію, використовуючи ліфт. Локк запитує, що йому робити з озброєними людьми, а Бен відповідає, що у нього завжди є план, він йде до них і здається. Кімі веде Бена до вертольота і питає, чого це він так важливий для Відмора, що він платить великі гроші, щоб його привезли до нього живим, а Бен запитує в нього, Відмор наказав йому вбити його дочку, але вони вже дійшли до вертольота і помічають, що Лапідус намагається звільнитися. Потім до них вибігає Кейт і каже, що Інакші женуться за нею. Кімі садить її з Беном і відправляє своїх розвідати, але на них нападають і вбивають по одному, а Бен і Кейт тікають. Кімі за ними. А там на нього нападає Саїд, а Річард стріляє Кімі в спину і повідомляє Бену про угоду з ними. Бен відпускає їх, кажучи, що вертоліт їх, а сам поспішає на Орхідею. Бен і Локк спускаються під землю на станцію Орхідею. Там Бен включає йому відеофільм-інструкцію до станції, а сам завантажує всі предмети в камеру для подорожей у часі. На станції з'являється Кімі, Бен просить повернути йому його зброю і ховається в шафі. Кімі каже, що на ньому бронежилет, у нього датчик мерця, це вб'є багато невинних людей на кораблі, але Бен виривається з шафи, б'є Кімі кийком, бере ніж Кімі і б'є його ножем по горлу кілька разів. Локк намагається врятувати Кімі і каже, що він убив всіх на кораблі. Бен запитує «Ну і що?» а Кімі каже, що де б не ховався Бен, Відмор знайде його, а Бен каже, що знайде його раніше, ніж він його. Кімі вмирає, Бен запускає установку, і та вибухає і утворює дірку в стіні. Він збирається йти, каже Локку, що Інакші вже його чекають, а сам пролазить у дірку в стіні і крутить заморожене колесо, і все осипається білим світлом (Немає місця краще вдома).

## Після острова
Бен, після того як повернув заморожене колесо, телепортується в Туніс. Він зустрічає двох розбійників-бедуїнів, одного вбиває, а іншого вирубує і бере їх зброю та коня. Зі своїм фальшивим паспортом реєструється в місцевому готелі і пізніше бачить по телевізору похорон Надії. Бен приїжджає в Ірак, знаходить Ішмаеля Бакіра і фотографує його, а потім Бен фотографує Саїда, який несе труну з тілом коханої. Той помічає фотографа і наздоганяє його в провулку. Бен каже йому, що покинув острів на яхті Дезмонда, і каже, що помітив тут Ішмаеля Бакіра, який працює на Відмора, він-то і вбив Надію. Бен стежить за Бакіром, але той помічає стеження і заманює Бена в провулок. Бен називає своє ім'я і просить передати Відмору послання, але в цей момент Бакіра вбиває Саїд, випустивши в нього всю обойму. А потім Саїд запитує: «хто наступний», Бен каже, що дасть знати, і йде. Бен відвідує Відмора в Лондоні і каже, що вб'є його дочку — Пенні і тоді він пошкодує, що порушив правила. Також каже, що він не знайде острів, і вони починають полювання. Потім він йде. У ветеринарній клініці Бен обробляє рану Саїда і каже, що є ще один чоловік, якого треба вбити, а коли Саїд сказав, що вони вже знають про нього, Бен каже «Чудний». Бен зустрічається з Саїдом після останнього замовлення і каже, що Андропов був останнім, і тепер Саїд вільний. Коли Джон відвідує Волта, Бен його помічає. Пізніше після відвідування Локком кладовища Бен вбиває Аббадона. Пізніше Бен рятує Локка від самогубства, каже, що вся Шістка Ошеанік під його наглядом, зізнається, що це він убив ДАРМАдона, тому що він працює на Відмора, який використовував Локка. Бен відмовляє його, сказавши, що Джек купив квиток на літак до Сіднея, і каже, що Джон потрібен острову. Локк говорить, що Джин живий, і просив не повертати Сун, потім каже, що треба знайти Елоїз Гоукінг, вона допоможе. Після цього Бен душить Локка, обставляє це як самогубство, бере кільце Джина і йде. Він приїжджає в Домініканську республіку до Саїда і повідомляє про смерть Локка, кажучи, що це через ті справи, що вони робили. Каже, що за лікарнею Герлі стежать, і Бен хоче, щоб Саїд продовжив їх справу і врятував Герлі. Саїд каже, що ненавидить вбивати, і тоді Бен каже, що він у ньому помилився, і йде. Бен приходить у похоронне бюро, де Джек зламав двері, і дивиться на Локка. Бен каже, що допоможе зібрати всю Шістку Ошеанік, і треба взяти з собою і Локка. Бен і Джек вантажать труну Джона в фургон. Бен і Джек знаходяться в номері готелю. Бен дивиться по телевізору репортаж про втечу Герлі і відсилає Джека додому, щоб зібрати речі. Він також говорить, що спустив його пігулки в унітаз. Бен привозить труну в м'ясну лавку і віддає його на піклування Джил. Джек повідомляє Бену про те, що Саїд у нього. Бен приїжджає до Герлі і умовляє його повернутися на острів, але Герлі здається поліції на очах у Бена. Бен приходить у церкву до Елоїз Гоукінг і говорить про проблеми з Герлі, але та каже, що у нього всього 70 годин, інакше невідомо, що вийде. У підземній парковці Бен і Саїд зустрілися з адвокатом, який сказав, що Герлі скоро випустять із в'язниці. Саїд, Бен, Джек і Кейт зустрічаються на пристані. Кейт розуміє, що це Бен хоче забрати Аарона в неї, Бен підтверджує. З'являється Сун і хоче вбити Бена, але він каже, щоб вона не вбивала його. Він говорить, що Джин живий і обіцяє довести. Бен привозить Джека і Сун до церкви і там віддає Сун кільце Джина. Сун згодна повернутися на острів, щоб врятувати Джина. У церкві вони зустрічають Дезмонда і всі разом йдуть до церкви. Бен каже Елоїз, що це всі, кого вдалося зібрати. Елоїза Гоукінг призводить Бена, Джека, Сун і Дезмонда на станцію Проекту ДАРМА «Ліхтарний стовп», призначення якої — визначення координат Острова в якийсь момент часу. Бен каже Джеку, що не знав про цю станцію. Потім Бен розповідає Джекові про апостола Фому, потім він йде, сказавши, що йому треба зустрітися з другом. Він дзвонить Відмору з причалу Лонг-Біч, говорить, що повертається на острів, а також що знайшов Пенні і зараз вб'є її. Він стріляє в Дезмонда і хоче вистрілити в неї, але з каюти з'являються син Дезмонда і Пенні, і Бен зволікає. Дезмонд нападає, б'є Бена і скидає у воду. Бен дзвонить Джеку і просить забрати труну Локка з м'ясної крамниці. Бен, побитий, встигає на літак рейсу 316. Бен у польоті читає книгу і каже Джеку, що це краще, ніж те, що робить Джек — чекає, що станеться. Джек говорить Бену, що боїться прочитати передсмертну записку Джона, а Бен залишає його одного, йдучи в туалет.

## Після повернення
Коли Лапідус посадив літак на острів Гідри, Бен пішов до берега, щоб поплисти на головний острів. Його наздогнали Сун і Френк. Бен каже, що їм треба на головний острів, бо думає, що Джин там, Сун вирубує Бена веслом і з Френком пливе на острів. Коли Бен прокидається, бачить перед собою Локка, який вітає його «у світі живих». Бен каже, що знав, що тут Локк воскресне, і говорить, що треба йти до монстра, так як Бен порушив правила, повернувшись на острів. Бен приходить на пляж, де Ілана, Брам і їх люди хочуть перенести ящик. Бен пропонує допомогу, але Абрам говорить, що вони самі впораються. Потім Бен каже Цезарю, що не пам'ятає, щоб Локк був у літаку, і те, що Локк говорить, що він убив його, ймовірно, він божевільний. Цезар показує Бену рушницю, яку він знайшов. Бен знаходить у своєму колишньому кабінеті фото Алекс і забирає його, а потім пояснює Локку, що він убив його, бо тільки так можна було повернути Шістку на острів. Локк говорить, що допоможе Бену постати перед судом монстра. Вони збираються поплисти, а коли Цезар заважає їм, Бен вбиває його з рушниці, яку Цезар показував йому. А потім вони відпливають на двох човнах.
Вони прибувають на головний острів і йдуть до будинку Бена. Локк розуміє, що Бен хоче постати перед судом за Алекс. Бен заходить один у свій будинок і зустрічає там Сун і Лапідуса, які показують йому фото новачків Дарми за 1977 рік. Бен каже, що не знав про це. Дізнавшись, що вони чекають Локка, він радить їм подивитися у вікно, де вони бачать Локка. Після того як Локк сказав, що допоможе, Сун і Френк пішли назад на гідру. Бен знову пішов у потайну кімнату і спустошив маленький колодязь. Потім каже, що він буде чекати зовні, і виходить на вулицю. Сун каже що, можливо, Джек збрехав про смерть Локка, але Бен переконує її, що він впевнений, що Локк був мертвий. Він каже, що не знав, що таке можливо. Острів такого ніколи не робив. Вони чули шурхіт листя, і Бен просить зайти її всередину, так як він не зможе контролювати дії. З'являється Локк, і Бен каже, що монстр ще не з'явився, Локк говорить, що треба піти самим до нього, Бен каже, що не знає, де він, а Локк переконує, що він знає і проведе його до нього. Бен, Сун і Локк збираються і йдуть до стіни Храму. Локк говорить, що вони йдуть під Храм, а перед тим, як спуститися в нору, Бен каже Сун, що якщо вона вибереться з острова, то нехай передасть Дезмонду, що він шкодує, а на питання Сун, про що, Бен каже, що Дезмонд зрозуміє.

Під Храмом Бен признається Локку, що він правий щодо того, чому він хоче, щоб його судили, і каже, що далі він піде один, але раптом підлога провалюється, і Бен падає ще нижче. Коли Локк йде принести що-небудь, щоб його витягнути, з'являється монстр, що оточує Бена і показує йому фрагменти з його минулого (Як Відмор говорив вбити Алекс, як Бен качав Алекс на гойдалці, де Алекс говорить Бену, щоб він здох, і те, що вона його ненавидить, як Алекс запитує, що люди з корабля небезпечніше його, потім як вона вмовляє його здатися їм і як її вбиває Кімі), потім монстр зникає, і з'являється Алекс. Бен вибачається перед нею і говорить, що це він винен, вона погоджується, притискає його до стіни і каже, що знає, що він хоче знову вбити Локка. Вона наказує йому слухати Локка, інакше вона вб'є його. Бен обіцяє, і Алекс зникає. З'являється Локк і дає йому лозу, щоб витягти, Бен каже, що монстр дозволив йому жити. Бен з Сун і Локком приходять у табір на березі. Бен каже Сун, що Річард тут дуже дуже давно. Сун запитує про своїх друзів, і Річард каже, що вони всі загинули. Локк і Річард збираються кудись йти, і Локк кличе з собою Бена, і той погоджується. Вони йдуть до літака наркоторговців і по дорозі Локк просить відвести його до Джейкоба. Бен каже, що нічого з цього не вийде, але Річард згоден відвести його, адже він лідер. Бен дуже здивувався, коли з джунглів вийшов другий Локк, а після того, як Річард пішов витягнути тому Локку кулю, цей Локк сказав Бену, що він знає, що Бен ніколи не бачив Джейкоба.
Після повернення в табір, коли Локк оголосив усім, що він йде до Джейкоба і візьме з собою всіх їх, Річард сказав, що він стає для них проблемою, а Бен каже, що тому він і намагався вбити його. Бен потім каже Локку, що Річард сумнівається в тому, що Локк розуміє, що робить, а потім каже, що він на його боці. Локк говорить, що вони йдуть до Джейкоба, щоб убити його. У бухті Сун запитує Бена, хто такий Джейкоб. Бен каже, що він головний на острові, лідер Інакших відповідає перед ним і каже, що він ніколи його не бачив. Потім Локк запитує, чому Бен не розповів Річарду про план щодо Джейкоба. Локк запитав, коли це зупиняло Бена, а Бен сказав, що його погляди змінилися з тих пір, як його дочка пригрозила йому смертю, якщо він не буде слухати Локка. Тоді Локк зрадів і сказав Бену, що Джейкоба вб'є Бен. Коли вони зупиняються в колишньому таборі уцілілих Бен зізнається Локку, що тоді в хатині розмовляв із порожнім кріслом, але був здивований, коли речі стали літати по кімнаті. Він каже, що йому тоді було соромно, що він ніколи не бачив Джейкоба. Бен запитує, чому саме він повинен убити Джейкоба, а Локк говорить, що Бен захищав острів заради чоловіка, якого ніколи не бачив, і втратив дочку. Коли вони проходять до дозволеної статуї і бачать ногу, Сун запитує Бена, де інші частини тіла, на що Бен відповідає, що не знає, хоча розуміє, що Сун йому не повірить. Локк із Беном заходять в отвір під статуєю, Локк говорить Бену, що все зміниться, коли Джейкоб помре, і дає йому ніж. Вони заходять до кімнати з вогнищем посередині, із розмови Локка з Джейкобом Бен розуміє, що вони зустрічались раніше. Джейкоб говорить Бену, що у нього є вибір, а Бен каже, що не розуміє, чому він жив 35 років на острові і жодного разу з ним не зустрічався і сліпо виконував його накази, не задаючи питань, а коли Локк захотів із ним зустрітися, то йому відразу дозволили. Бен запитує, що в Локка такого особливого і що не так із ним. А коли Джейкоб запитує, хто він власне, Бен вдаряє його ножем у груди двічі, а після слів Джейкоба «вони йдуть» Локк штовхає його в багаття, і той згорає.
Після того як Джейкоб згорів, Бен досі не розуміє, чому він не захищався. Локк просить його, щоб він покликав сюди Річарда для розмови. Бен виходить і каже Річарду, що його чекає Джон, а Річард показує йому тіло Локка, яке принесли Ілана і її люди. Бен із подивом дивиться на тіло Локка, поки його не бере Брам і не веде до отвору в стіні. Коли з'являється чорний дим і починає вбивати всіх, Бен ховається. Потім дим зникає, і з'являється Локк та просить вибачення у Бена, що він бачив його таким. Бен розуміє, що Локк — це димовий монстр, і запитує, чому він використав його, а Локк говорить, що він його не змушував вбивати Джейкоба. Локк говорить Бену, що, коли він душив Джона Локка, той думав, за що він його вбиває. Локк говорить, що хоче додому, потім він, забравши Річарда, йде, а Бен залишається. Бен розповідає Ілані, що сталося під статуєю, а Ілана бере в торбинку прах Джейкоба.
Бен, Сун, Френк та Ілана несуть тіло Джона на кладовище уцілівших, щоб поховати. Ілана говорить Бену, що Локк-димок більше не зможе змінити свій вигляд і залишиться таким. Бен і Френк викопують могилу і ховають Локка. Бен зізнається, що саме він убив його. Під час нападу димового монстра на Храм Ілана, Сун, Бен і Френк приходять туди і шукають кандидатів. Бен йде за Саїдом і бачить, що той убив Догена і Леннона. Він каже, що ще є час залишити Храм, але Саїд відмовляється і каже, що у нього немає вже часу. Погляд Саїда лякає Бена, і той тікає наздоганяє в лісі групу Ілани. Вони вирішують йти на пляж і розбити там табір. Коли Ілана дізнається від Майлза, що Бен вбив Джейкоба, той все заперечує. На пляжі Бен каже Ілані, що Майлзу не можна вірити, але вона його не слухає. Ілана прив'язує Бена до дерева і каже, щоб він викопав для себе могилу, він просить Майлза допомогти йому, тоді він заплатить йому ті гроші, які він просив, але Майлз каже, що на цьому кладовищі живцем закопані Ніккі і Пауло з діамантами на 8 мільйонів і його гроші йому не потрібні. Потім Бен дізнається, що Джейкоб до останньої хвилини сподівався, що помилився щодо нього. Потім до нього приходить Локк і каже, що йде і хоче залишити Бена головним на острові після свого відходу, Локк звільняє його і йде, сказавши, що гвинтівка стоїть у джунглях.
Він після невеликих роздумів тікає в джунглі, Ілана женеться за ним, але він знаходить гвинтівку і бере її на мушку і пояснює їй, що через те, що він вибрав острів його дочка загинула у нього на очах. Це заради Джейкоба, якому і діла до цього не було. Він каже, що піде до Локка, а Ілана дозволяє йому залишитися з ними. Коли Ілана розповідає всім, що їй сказав Джейкоб, Бен присутній при цьому. Коли Ілана каже, що Річард знає, що їм робити далі, той заперечує й, сказавши, що не буде слухати Джейкоба, а буде слухати когось іншого. Бен розуміє, що мова йде про «Локка», і він думає, що Джек правий, що Річард нічого не знає. Бен став свідком загибелі Ілани і разом з усіма пішов за динамітом до Чорної скелі. Після вибуху Чорної скелі Бен пішов із Річардом і Майлзом, які пішли за вибухівкою, коли група розділилася. Вони добираються до Казарм, знаходять вибухівку і зустрічають Відмора і Зоуї в будинку. Відмор каже, що вони вже давно замінували літак, і сказав, що він тут за вказівкою Джейкоба.
Зоуї каже, що Локк йде до них і Відмор хоче сховатися, а Бен не хоче ховатися і виходить на вулицю чекати його. Після того як дим забирає Річарда в джунглі, Бен сідає на стілець чекаючи Локка. Той приходить і просить Бена вбити когось, і той погоджується і каже, що у нього за шафою Відмор. Бен відкриває потайні двері, а після розмови Відмора з Локком Бен вбиває Відмора. Потім Бен і Локк приходять до криниці, але там вже Дезмонда немає, і Локк говорить, що він знищить острів. Бен помічає Соєра, який стежить за колодязем, у якого стоїть Локк. Бен приводить його до Локка, а Соєр говорить Локку перед Беном, що вони знають, що він хоче з допомогою Дезмонда знищити острів. Бен здивований, а Соєр б'є його, відбирає гвинтівку та йде. Бен запитує, чи правда він хоче знищити острів. Локк говорить, що коли Дезмонд виконає свою задачу, то він втече на яхті, і запрошує Бена поплисти з ним, а в цей час острів буде тонути. Вони помічають собачі сліди біля колодязя і знаходять Дезмонда.
Коли з Беном намагається зв'язатися Майлз, він не говорить Локку про рацію і вимикає звук. Локк, Бен і Дезмонд зустрічаються з групою Джека і разом йдуть до бамбукового гаю, де Бен залишається з Кейт, Герлі і Соєром. Коли Локк, Джек і Дезмонд йдуть із Беном, зв'язується з Майлзом і каже, що вони скоро відлетять з острова, так що нехай поспішають до них. Коли Дезмонд витягує пробку, і острів починає здригатись, Бен рятує Герлі від падаючого дерева, і його придавлює цим деревом. Бен каже, що у Локка є яхта і вона допоможе дістатися до літака. Його витягують Соєр і Герлі, а Кейт йде допомогти Джеку. Джек говорить, що треба поставити на місце те, що витягнув Дезмонд, і збирається це робити і велить Кейт терміново летіти. Бен дає Соєру рацію і каже, що він залишається на острові разом з Джеком і Герлі. Джек робить новим захисником Герлі, а після цього Бен із Герлі спускають Джека до джерела. Коли світло знову запалилось, вони витягують Дезмонда. Герлі розуміє, що Джек загинув, і те, що тепер це його справа. Бен каже, що треба відправити Дезмонда додому, Герлі пропонує йому стати його помічником, і Бен із радістю погоджується.

## Цікаві факти
- Насправді Бен не такий вже безневинний, яким хоче здаватися. Також як зброю носить і використовує «телескопічну палицю».
- Бена били більше разів, ніж будь-якого іншого персонажа.
- Бен ніколи не спілкувався з Джейкобом. Хоча своїм людям він завжди говорив, що спілкується з ним і що він сам народився на цьому острові.

## Злочини Бена
- Організував втечу Саїда в 1977 році, знищив один фургон ДАРМИ.
- Викрав Алекс за наказом Відмора.
- Особисто вбив свого батька Роджера.
- Швидше за все, організував викрадення хвостовиків і Волта.
- Тримав у полоні Волта.
- Тримав у полоні Джека, Кейт і Соєра.
- Побив Соєра.
- Тримав у полоні Ентоні Купера.
- Спланував викрадення вагітних.
- Вистрілив у Джона і залишив його помирати.
- Віддав наказ Бакуніну вбити Бонні, Грету і Чарлі.
- Намагався вбити Шарлотту.
- Організував вбивство Мартіна Кімі.
- Побічно винен у вибусі корабля Кахана, де загинуло невідома кількість людей.
- Був замовником вбивств, які виконував Саїд.
- Вбив Метью Аббадона.
- Вбив Джона Локка, задушивши його проводом.
- Викрав тіло Локка з похоронного бюро.
- Зазіхав на життя Дезмонда і Пенні.
- Вбив Цезаря.
- Завдав двох ударів ножем Джейкобу в груди, фактично убивши його.
- Вбив Чарльза Відмора.

## Критика та відгуки
У 2016 році журнал «Rolling Stone» помістив Бена на першу позицію в списку «40 найбільших телевізійних лиходіїв усіх часів».